# Ганс Берлінер
Ганс Берлінер (англ. Hans Jack Berliner; 27 січня 1929 — 13 січня 2017) — американський шахіст, чемпіон світу із шахів за листуванням (1965—1968), міжнародний шаховий гросмейстер у грі за листуванням (1968), професор з комп'ютерних наук Університету Карнегі-Меллона. З 1972 займався науковою розробкою шахових програм для ЕОМ, зокрема керував розробкою шахового комп'ютера HiTech, автор публікацій на шахову тематику.

## Молоді роки
Берлінер народився 27 січня в Берліні в єврейській сім'ї. Одним з його однокласників у школі був майбутній президент Естонії Леннарт Мері, батько якого Георг Мері тоді був послом Естонії в Німеччині.
У 1937 році родина Берлінера переїхала до Сполучених Штатів, щоб уникнути переслідувань нацистів, і оселилася у Вашингтоні, округ Колумбія. Він навчився грати в шахи у віці 13 років, і «це швидко стало його головним заняттям».
Берлінер згадується в есе «Як я почав писати» мексиканського письменника Карлоса Фуентеса, де його охарактеризовано як «надзвичайно блискучого хлопчика» з «блискучим математичним розумом». «Я завжди пам'ятатиму його обличчя, темне й тремтяче, його орлиний ніс і глибоко посаджені, яскраві очі з великим смутком, чутливість його рук…».

## Шахова кар'єра
У 1949 році він став майстром, виграв чемпіонат округу Колумбія (перша з п'яти перемог на цьому турнірі) та чемпіонат Південних штатів, а також посів друге місце разом з майбутнім гросмейстером Ларрі Евансом на чемпіонаті штату Нью-Йорк. Він також виграв чемпіонат штату Нью-Йорк 1953 року (перша перемога гравця, який не є ньюйоркцем), Відкритий чемпіонат Східних штатів 1956 року під керівництвом Нормана Твіда Вітакера у Вашингтоні, випередивши Вільяма Ломбарді, Ніколаса Россолімо, Боббі Фішера (у віці 13 років) та Артура Фоєрштейна, а також турнір «Чемпіон чемпіонів» 1957 року.
Берлінер грав за збірну своєї країни на X шаховій Олімпіаді в Гельсінкі (1952), зігравши внічию свою єдину партію на другій запасній дошці Берлінер чотири рази грав на Чемпіонаті США із шахів. У 1954 році в Нью-Йорку він набрав 6½/13, розділивши 8—9 місця (переміг Артур Бісгаєр). Останні три рази, коли Берлінер грав на чемпіонаті США, турнір вигравав Роберт Фішер. У 1957–58 роках у Нью-Йорку Берлінер показав свій найкращий результат — 5-е місце з 7/13. У 1960–61 роках у Нью-Йорку він набрав 4½/11, розділивши 8—10 місця. Нарешті, у 1962–1963 роках у Нью-Йорку він набрав 5/11, розділивши 7—8 місця.

### Шахи за листуванням
Берлінер найбільше запам'ятався своїми досягненнями у грі за листуванням, де ігри, що граються через листування поштою, можуть тривати місяці або навіть роки. Він переміг на 5-му  Чемпіонаті світу з шахів за листуванням, фінал якого розпочався 1 квітня 1965 року і завершився через три роки. Він переміг з рахунком 14/16 (12 перемог і 4 нічих), з різницею в три очки, що втричі перевищує перевагу будь-якого іншого переможця цих чемпіонатів.
Берлінер розігравши захист двох коней переміг Якова Естрина у тому турнірі. Започаткована Берлінером новинка у цьому варіанті досі вважається критично важливою.
Станом на 31 березня 2005 року, Berliner все ще мав найвищий рейтинг Міжнародної федерації шахів за листуванням  (ICCF) серед усіх гравців у Сполучених Штатах — 2726, що на 84 бали вище за рейтинг гравця, який посів друге місце у списку. Рейтинг Берлінера 2726 поставив його на третє місце у світовому списку ICCF, поступаючись Йоопу ван Остерому (2777) та Ульфу Андерссону (2737).

## Дослідження у комп'ютерних шахах
Берлінер розпочав нову кар'єру в 1969 році, поступивши на докторську програму до Університету Карнегі-Меллона для вивчення інформатики під керівництвом Аллена Ньюелла. Його дисертація доктора філософії (PhD) 1974 року мала назву: «Chess as Problem Solving: The Development of a Tactics Analyzer» («Шахи як засіб вирішення проблем: розробка аналізатора тактики»).
Його подальші дослідження в Карнегі-Меллон зрештою призвели до створення шахового комп'ютера HiTech. Спочатку він добре працював, але лише доки не зіткнувся з переходами, тобто моментами у грі, коли змінювався баланс між гравцями. Це призвело Берлінера до висновку, що HiTech слабкий в оцінці дошки. Він вирішив, що для дослідження проблеми йому слід написати функцію оцінки для іншої гри: Короткі нарди (backgammon). Результатом стала програма BKG, написана наприкінці 1970-х років на DEC PDP-10. Ранні версії BKG погано грали навіть проти слабких гравців, але Берлінер помітив, що її критичні помилки завжди були в переходах. Він застосував принципи нечіткої логіки, щоб згладити перехід між фазами, і до липня 1979 року версія BKG 9.8 уже була достатньо сильною, щоб грати проти чинного чемпіона світу Луїджі Вілла. Вона виграла матч з рахунком 7–1, ставши першою комп'ютерною програмою, яка перемогла чемпіона світу у якійсь грі. Берлінер стверджував, що перемога була значною мірою питанням удачі, оскільки комп'ютер отримав сприятливіші результати кидків кубиків
Берлінер також розробив алгоритм пошуку B* (Бі-стар) — алгоритм пошуку по графу, що використовує пошук за першим найкращим збігом і який знаходить найменш витратний шлях від заданого початкового вузла до будь-якого цільового вузла (з однієї або кількох можливих цілей) для використання при пошуку по дереву гри.
HiTech була першою комп'ютерною шаховою системою, яка досягла рейтингового рівня 2400 (міжнародний майстер) Шахової федерації Сполучених Штатів (USCF). Вона декілька разів вигравала чемпіонат штату Пенсильванія з шахів. Серед студентів, які працювали з Берлінером над проєктом, були Карл Ебелінг та Мюррей Кемпбелл.
Берлінер увійшов до числа засновників Асоціації з розвитку штучного інтелекту у 1990 році.

## Письменство та пенсія
Берлінер вийшов на пенсію з Університету Карнегі-Меллона у 1998 році.
У 1998 році він самостійно опублікував брошуру From the Deathbed of 4. Ng5 in the Two Knights Defense («Зі смертного одра 4. Кg5 у захисті двох коней»), у якій проаналізував початок своєї партії з Естрином, а також спроби її покращення наступними коментаторами.
У 1999 році він опублікував книгу, в якій пояснював свій репертуар дебютів, The System («Система»).  Тут він стверджував, що хід 1.d4 дає білим велику, і, можливо, вирішальну, перевагу.
Він помер 13 січня 2017 року, у Рів'єра-Біч (Флорида), за 14 днів до свого 88-ліття

## Визначні партії
|   | h | g | f | e | d | c | b | a |   |
| 1 | g1 білий король · f1 біла тура · d1 білий ферзь · c1 білий слон · b1 білий кінь · a1 біла тура · h2 білий пішак · g2 білий пішак · d2 білий пішак · b2 білий пішак · a2 білий пішак · g3 білий кінь · f3 чорний пішак · h4 чорний ферзь · g4 чорний слон · d4 білий пішак · d5 чорний кінь · b5 білий слон · d6 чорний слон · h7 чорний пішак · g7 чорний пішак · f7 чорний пішак · c7 чорний пішак · a7 чорний пішак · h8 чорна тура · d8 чорний король · a8 чорна тура | g1 білий король · f1 біла тура · d1 білий ферзь · c1 білий слон · b1 білий кінь · a1 біла тура · h2 білий пішак · g2 білий пішак · d2 білий пішак · b2 білий пішак · a2 білий пішак · g3 білий кінь · f3 чорний пішак · h4 чорний ферзь · g4 чорний слон · d4 білий пішак · d5 чорний кінь · b5 білий слон · d6 чорний слон · h7 чорний пішак · g7 чорний пішак · f7 чорний пішак · c7 чорний пішак · a7 чорний пішак · h8 чорна тура · d8 чорний король · a8 чорна тура | g1 білий король · f1 біла тура · d1 білий ферзь · c1 білий слон · b1 білий кінь · a1 біла тура · h2 білий пішак · g2 білий пішак · d2 білий пішак · b2 білий пішак · a2 білий пішак · g3 білий кінь · f3 чорний пішак · h4 чорний ферзь · g4 чорний слон · d4 білий пішак · d5 чорний кінь · b5 білий слон · d6 чорний слон · h7 чорний пішак · g7 чорний пішак · f7 чорний пішак · c7 чорний пішак · a7 чорний пішак · h8 чорна тура · d8 чорний король · a8 чорна тура | g1 білий король · f1 біла тура · d1 білий ферзь · c1 білий слон · b1 білий кінь · a1 біла тура · h2 білий пішак · g2 білий пішак · d2 білий пішак · b2 білий пішак · a2 білий пішак · g3 білий кінь · f3 чорний пішак · h4 чорний ферзь · g4 чорний слон · d4 білий пішак · d5 чорний кінь · b5 білий слон · d6 чорний слон · h7 чорний пішак · g7 чорний пішак · f7 чорний пішак · c7 чорний пішак · a7 чорний пішак · h8 чорна тура · d8 чорний король · a8 чорна тура | g1 білий король · f1 біла тура · d1 білий ферзь · c1 білий слон · b1 білий кінь · a1 біла тура · h2 білий пішак · g2 білий пішак · d2 білий пішак · b2 білий пішак · a2 білий пішак · g3 білий кінь · f3 чорний пішак · h4 чорний ферзь · g4 чорний слон · d4 білий пішак · d5 чорний кінь · b5 білий слон · d6 чорний слон · h7 чорний пішак · g7 чорний пішак · f7 чорний пішак · c7 чорний пішак · a7 чорний пішак · h8 чорна тура · d8 чорний король · a8 чорна тура | g1 білий король · f1 біла тура · d1 білий ферзь · c1 білий слон · b1 білий кінь · a1 біла тура · h2 білий пішак · g2 білий пішак · d2 білий пішак · b2 білий пішак · a2 білий пішак · g3 білий кінь · f3 чорний пішак · h4 чорний ферзь · g4 чорний слон · d4 білий пішак · d5 чорний кінь · b5 білий слон · d6 чорний слон · h7 чорний пішак · g7 чорний пішак · f7 чорний пішак · c7 чорний пішак · a7 чорний пішак · h8 чорна тура · d8 чорний король · a8 чорна тура | g1 білий король · f1 біла тура · d1 білий ферзь · c1 білий слон · b1 білий кінь · a1 біла тура · h2 білий пішак · g2 білий пішак · d2 білий пішак · b2 білий пішак · a2 білий пішак · g3 білий кінь · f3 чорний пішак · h4 чорний ферзь · g4 чорний слон · d4 білий пішак · d5 чорний кінь · b5 білий слон · d6 чорний слон · h7 чорний пішак · g7 чорний пішак · f7 чорний пішак · c7 чорний пішак · a7 чорний пішак · h8 чорна тура · d8 чорний король · a8 чорна тура | g1 білий король · f1 біла тура · d1 білий ферзь · c1 білий слон · b1 білий кінь · a1 біла тура · h2 білий пішак · g2 білий пішак · d2 білий пішак · b2 білий пішак · a2 білий пішак · g3 білий кінь · f3 чорний пішак · h4 чорний ферзь · g4 чорний слон · d4 білий пішак · d5 чорний кінь · b5 білий слон · d6 чорний слон · h7 чорний пішак · g7 чорний пішак · f7 чорний пішак · c7 чорний пішак · a7 чорний пішак · h8 чорна тура · d8 чорний король · a8 чорна тура | 1 |
| 2 | g1 білий король · f1 біла тура · d1 білий ферзь · c1 білий слон · b1 білий кінь · a1 біла тура · h2 білий пішак · g2 білий пішак · d2 білий пішак · b2 білий пішак · a2 білий пішак · g3 білий кінь · f3 чорний пішак · h4 чорний ферзь · g4 чорний слон · d4 білий пішак · d5 чорний кінь · b5 білий слон · d6 чорний слон · h7 чорний пішак · g7 чорний пішак · f7 чорний пішак · c7 чорний пішак · a7 чорний пішак · h8 чорна тура · d8 чорний король · a8 чорна тура | g1 білий король · f1 біла тура · d1 білий ферзь · c1 білий слон · b1 білий кінь · a1 біла тура · h2 білий пішак · g2 білий пішак · d2 білий пішак · b2 білий пішак · a2 білий пішак · g3 білий кінь · f3 чорний пішак · h4 чорний ферзь · g4 чорний слон · d4 білий пішак · d5 чорний кінь · b5 білий слон · d6 чорний слон · h7 чорний пішак · g7 чорний пішак · f7 чорний пішак · c7 чорний пішак · a7 чорний пішак · h8 чорна тура · d8 чорний король · a8 чорна тура | g1 білий король · f1 біла тура · d1 білий ферзь · c1 білий слон · b1 білий кінь · a1 біла тура · h2 білий пішак · g2 білий пішак · d2 білий пішак · b2 білий пішак · a2 білий пішак · g3 білий кінь · f3 чорний пішак · h4 чорний ферзь · g4 чорний слон · d4 білий пішак · d5 чорний кінь · b5 білий слон · d6 чорний слон · h7 чорний пішак · g7 чорний пішак · f7 чорний пішак · c7 чорний пішак · a7 чорний пішак · h8 чорна тура · d8 чорний король · a8 чорна тура | g1 білий король · f1 біла тура · d1 білий ферзь · c1 білий слон · b1 білий кінь · a1 біла тура · h2 білий пішак · g2 білий пішак · d2 білий пішак · b2 білий пішак · a2 білий пішак · g3 білий кінь · f3 чорний пішак · h4 чорний ферзь · g4 чорний слон · d4 білий пішак · d5 чорний кінь · b5 білий слон · d6 чорний слон · h7 чорний пішак · g7 чорний пішак · f7 чорний пішак · c7 чорний пішак · a7 чорний пішак · h8 чорна тура · d8 чорний король · a8 чорна тура | g1 білий король · f1 біла тура · d1 білий ферзь · c1 білий слон · b1 білий кінь · a1 біла тура · h2 білий пішак · g2 білий пішак · d2 білий пішак · b2 білий пішак · a2 білий пішак · g3 білий кінь · f3 чорний пішак · h4 чорний ферзь · g4 чорний слон · d4 білий пішак · d5 чорний кінь · b5 білий слон · d6 чорний слон · h7 чорний пішак · g7 чорний пішак · f7 чорний пішак · c7 чорний пішак · a7 чорний пішак · h8 чорна тура · d8 чорний король · a8 чорна тура | g1 білий король · f1 біла тура · d1 білий ферзь · c1 білий слон · b1 білий кінь · a1 біла тура · h2 білий пішак · g2 білий пішак · d2 білий пішак · b2 білий пішак · a2 білий пішак · g3 білий кінь · f3 чорний пішак · h4 чорний ферзь · g4 чорний слон · d4 білий пішак · d5 чорний кінь · b5 білий слон · d6 чорний слон · h7 чорний пішак · g7 чорний пішак · f7 чорний пішак · c7 чорний пішак · a7 чорний пішак · h8 чорна тура · d8 чорний король · a8 чорна тура | g1 білий король · f1 біла тура · d1 білий ферзь · c1 білий слон · b1 білий кінь · a1 біла тура · h2 білий пішак · g2 білий пішак · d2 білий пішак · b2 білий пішак · a2 білий пішак · g3 білий кінь · f3 чорний пішак · h4 чорний ферзь · g4 чорний слон · d4 білий пішак · d5 чорний кінь · b5 білий слон · d6 чорний слон · h7 чорний пішак · g7 чорний пішак · f7 чорний пішак · c7 чорний пішак · a7 чорний пішак · h8 чорна тура · d8 чорний король · a8 чорна тура | g1 білий король · f1 біла тура · d1 білий ферзь · c1 білий слон · b1 білий кінь · a1 біла тура · h2 білий пішак · g2 білий пішак · d2 білий пішак · b2 білий пішак · a2 білий пішак · g3 білий кінь · f3 чорний пішак · h4 чорний ферзь · g4 чорний слон · d4 білий пішак · d5 чорний кінь · b5 білий слон · d6 чорний слон · h7 чорний пішак · g7 чорний пішак · f7 чорний пішак · c7 чорний пішак · a7 чорний пішак · h8 чорна тура · d8 чорний король · a8 чорна тура | 2 |
| 3 | g1 білий король · f1 біла тура · d1 білий ферзь · c1 білий слон · b1 білий кінь · a1 біла тура · h2 білий пішак · g2 білий пішак · d2 білий пішак · b2 білий пішак · a2 білий пішак · g3 білий кінь · f3 чорний пішак · h4 чорний ферзь · g4 чорний слон · d4 білий пішак · d5 чорний кінь · b5 білий слон · d6 чорний слон · h7 чорний пішак · g7 чорний пішак · f7 чорний пішак · c7 чорний пішак · a7 чорний пішак · h8 чорна тура · d8 чорний король · a8 чорна тура | g1 білий король · f1 біла тура · d1 білий ферзь · c1 білий слон · b1 білий кінь · a1 біла тура · h2 білий пішак · g2 білий пішак · d2 білий пішак · b2 білий пішак · a2 білий пішак · g3 білий кінь · f3 чорний пішак · h4 чорний ферзь · g4 чорний слон · d4 білий пішак · d5 чорний кінь · b5 білий слон · d6 чорний слон · h7 чорний пішак · g7 чорний пішак · f7 чорний пішак · c7 чорний пішак · a7 чорний пішак · h8 чорна тура · d8 чорний король · a8 чорна тура | g1 білий король · f1 біла тура · d1 білий ферзь · c1 білий слон · b1 білий кінь · a1 біла тура · h2 білий пішак · g2 білий пішак · d2 білий пішак · b2 білий пішак · a2 білий пішак · g3 білий кінь · f3 чорний пішак · h4 чорний ферзь · g4 чорний слон · d4 білий пішак · d5 чорний кінь · b5 білий слон · d6 чорний слон · h7 чорний пішак · g7 чорний пішак · f7 чорний пішак · c7 чорний пішак · a7 чорний пішак · h8 чорна тура · d8 чорний король · a8 чорна тура | g1 білий король · f1 біла тура · d1 білий ферзь · c1 білий слон · b1 білий кінь · a1 біла тура · h2 білий пішак · g2 білий пішак · d2 білий пішак · b2 білий пішак · a2 білий пішак · g3 білий кінь · f3 чорний пішак · h4 чорний ферзь · g4 чорний слон · d4 білий пішак · d5 чорний кінь · b5 білий слон · d6 чорний слон · h7 чорний пішак · g7 чорний пішак · f7 чорний пішак · c7 чорний пішак · a7 чорний пішак · h8 чорна тура · d8 чорний король · a8 чорна тура | g1 білий король · f1 біла тура · d1 білий ферзь · c1 білий слон · b1 білий кінь · a1 біла тура · h2 білий пішак · g2 білий пішак · d2 білий пішак · b2 білий пішак · a2 білий пішак · g3 білий кінь · f3 чорний пішак · h4 чорний ферзь · g4 чорний слон · d4 білий пішак · d5 чорний кінь · b5 білий слон · d6 чорний слон · h7 чорний пішак · g7 чорний пішак · f7 чорний пішак · c7 чорний пішак · a7 чорний пішак · h8 чорна тура · d8 чорний король · a8 чорна тура | g1 білий король · f1 біла тура · d1 білий ферзь · c1 білий слон · b1 білий кінь · a1 біла тура · h2 білий пішак · g2 білий пішак · d2 білий пішак · b2 білий пішак · a2 білий пішак · g3 білий кінь · f3 чорний пішак · h4 чорний ферзь · g4 чорний слон · d4 білий пішак · d5 чорний кінь · b5 білий слон · d6 чорний слон · h7 чорний пішак · g7 чорний пішак · f7 чорний пішак · c7 чорний пішак · a7 чорний пішак · h8 чорна тура · d8 чорний король · a8 чорна тура | g1 білий король · f1 біла тура · d1 білий ферзь · c1 білий слон · b1 білий кінь · a1 біла тура · h2 білий пішак · g2 білий пішак · d2 білий пішак · b2 білий пішак · a2 білий пішак · g3 білий кінь · f3 чорний пішак · h4 чорний ферзь · g4 чорний слон · d4 білий пішак · d5 чорний кінь · b5 білий слон · d6 чорний слон · h7 чорний пішак · g7 чорний пішак · f7 чорний пішак · c7 чорний пішак · a7 чорний пішак · h8 чорна тура · d8 чорний король · a8 чорна тура | g1 білий король · f1 біла тура · d1 білий ферзь · c1 білий слон · b1 білий кінь · a1 біла тура · h2 білий пішак · g2 білий пішак · d2 білий пішак · b2 білий пішак · a2 білий пішак · g3 білий кінь · f3 чорний пішак · h4 чорний ферзь · g4 чорний слон · d4 білий пішак · d5 чорний кінь · b5 білий слон · d6 чорний слон · h7 чорний пішак · g7 чорний пішак · f7 чорний пішак · c7 чорний пішак · a7 чорний пішак · h8 чорна тура · d8 чорний король · a8 чорна тура | 3 |
| 4 | g1 білий король · f1 біла тура · d1 білий ферзь · c1 білий слон · b1 білий кінь · a1 біла тура · h2 білий пішак · g2 білий пішак · d2 білий пішак · b2 білий пішак · a2 білий пішак · g3 білий кінь · f3 чорний пішак · h4 чорний ферзь · g4 чорний слон · d4 білий пішак · d5 чорний кінь · b5 білий слон · d6 чорний слон · h7 чорний пішак · g7 чорний пішак · f7 чорний пішак · c7 чорний пішак · a7 чорний пішак · h8 чорна тура · d8 чорний король · a8 чорна тура | g1 білий король · f1 біла тура · d1 білий ферзь · c1 білий слон · b1 білий кінь · a1 біла тура · h2 білий пішак · g2 білий пішак · d2 білий пішак · b2 білий пішак · a2 білий пішак · g3 білий кінь · f3 чорний пішак · h4 чорний ферзь · g4 чорний слон · d4 білий пішак · d5 чорний кінь · b5 білий слон · d6 чорний слон · h7 чорний пішак · g7 чорний пішак · f7 чорний пішак · c7 чорний пішак · a7 чорний пішак · h8 чорна тура · d8 чорний король · a8 чорна тура | g1 білий король · f1 біла тура · d1 білий ферзь · c1 білий слон · b1 білий кінь · a1 біла тура · h2 білий пішак · g2 білий пішак · d2 білий пішак · b2 білий пішак · a2 білий пішак · g3 білий кінь · f3 чорний пішак · h4 чорний ферзь · g4 чорний слон · d4 білий пішак · d5 чорний кінь · b5 білий слон · d6 чорний слон · h7 чорний пішак · g7 чорний пішак · f7 чорний пішак · c7 чорний пішак · a7 чорний пішак · h8 чорна тура · d8 чорний король · a8 чорна тура | g1 білий король · f1 біла тура · d1 білий ферзь · c1 білий слон · b1 білий кінь · a1 біла тура · h2 білий пішак · g2 білий пішак · d2 білий пішак · b2 білий пішак · a2 білий пішак · g3 білий кінь · f3 чорний пішак · h4 чорний ферзь · g4 чорний слон · d4 білий пішак · d5 чорний кінь · b5 білий слон · d6 чорний слон · h7 чорний пішак · g7 чорний пішак · f7 чорний пішак · c7 чорний пішак · a7 чорний пішак · h8 чорна тура · d8 чорний король · a8 чорна тура | g1 білий король · f1 біла тура · d1 білий ферзь · c1 білий слон · b1 білий кінь · a1 біла тура · h2 білий пішак · g2 білий пішак · d2 білий пішак · b2 білий пішак · a2 білий пішак · g3 білий кінь · f3 чорний пішак · h4 чорний ферзь · g4 чорний слон · d4 білий пішак · d5 чорний кінь · b5 білий слон · d6 чорний слон · h7 чорний пішак · g7 чорний пішак · f7 чорний пішак · c7 чорний пішак · a7 чорний пішак · h8 чорна тура · d8 чорний король · a8 чорна тура | g1 білий король · f1 біла тура · d1 білий ферзь · c1 білий слон · b1 білий кінь · a1 біла тура · h2 білий пішак · g2 білий пішак · d2 білий пішак · b2 білий пішак · a2 білий пішак · g3 білий кінь · f3 чорний пішак · h4 чорний ферзь · g4 чорний слон · d4 білий пішак · d5 чорний кінь · b5 білий слон · d6 чорний слон · h7 чорний пішак · g7 чорний пішак · f7 чорний пішак · c7 чорний пішак · a7 чорний пішак · h8 чорна тура · d8 чорний король · a8 чорна тура | g1 білий король · f1 біла тура · d1 білий ферзь · c1 білий слон · b1 білий кінь · a1 біла тура · h2 білий пішак · g2 білий пішак · d2 білий пішак · b2 білий пішак · a2 білий пішак · g3 білий кінь · f3 чорний пішак · h4 чорний ферзь · g4 чорний слон · d4 білий пішак · d5 чорний кінь · b5 білий слон · d6 чорний слон · h7 чорний пішак · g7 чорний пішак · f7 чорний пішак · c7 чорний пішак · a7 чорний пішак · h8 чорна тура · d8 чорний король · a8 чорна тура | g1 білий король · f1 біла тура · d1 білий ферзь · c1 білий слон · b1 білий кінь · a1 біла тура · h2 білий пішак · g2 білий пішак · d2 білий пішак · b2 білий пішак · a2 білий пішак · g3 білий кінь · f3 чорний пішак · h4 чорний ферзь · g4 чорний слон · d4 білий пішак · d5 чорний кінь · b5 білий слон · d6 чорний слон · h7 чорний пішак · g7 чорний пішак · f7 чорний пішак · c7 чорний пішак · a7 чорний пішак · h8 чорна тура · d8 чорний король · a8 чорна тура | 4 |
| 5 | g1 білий король · f1 біла тура · d1 білий ферзь · c1 білий слон · b1 білий кінь · a1 біла тура · h2 білий пішак · g2 білий пішак · d2 білий пішак · b2 білий пішак · a2 білий пішак · g3 білий кінь · f3 чорний пішак · h4 чорний ферзь · g4 чорний слон · d4 білий пішак · d5 чорний кінь · b5 білий слон · d6 чорний слон · h7 чорний пішак · g7 чорний пішак · f7 чорний пішак · c7 чорний пішак · a7 чорний пішак · h8 чорна тура · d8 чорний король · a8 чорна тура | g1 білий король · f1 біла тура · d1 білий ферзь · c1 білий слон · b1 білий кінь · a1 біла тура · h2 білий пішак · g2 білий пішак · d2 білий пішак · b2 білий пішак · a2 білий пішак · g3 білий кінь · f3 чорний пішак · h4 чорний ферзь · g4 чорний слон · d4 білий пішак · d5 чорний кінь · b5 білий слон · d6 чорний слон · h7 чорний пішак · g7 чорний пішак · f7 чорний пішак · c7 чорний пішак · a7 чорний пішак · h8 чорна тура · d8 чорний король · a8 чорна тура | g1 білий король · f1 біла тура · d1 білий ферзь · c1 білий слон · b1 білий кінь · a1 біла тура · h2 білий пішак · g2 білий пішак · d2 білий пішак · b2 білий пішак · a2 білий пішак · g3 білий кінь · f3 чорний пішак · h4 чорний ферзь · g4 чорний слон · d4 білий пішак · d5 чорний кінь · b5 білий слон · d6 чорний слон · h7 чорний пішак · g7 чорний пішак · f7 чорний пішак · c7 чорний пішак · a7 чорний пішак · h8 чорна тура · d8 чорний король · a8 чорна тура | g1 білий король · f1 біла тура · d1 білий ферзь · c1 білий слон · b1 білий кінь · a1 біла тура · h2 білий пішак · g2 білий пішак · d2 білий пішак · b2 білий пішак · a2 білий пішак · g3 білий кінь · f3 чорний пішак · h4 чорний ферзь · g4 чорний слон · d4 білий пішак · d5 чорний кінь · b5 білий слон · d6 чорний слон · h7 чорний пішак · g7 чорний пішак · f7 чорний пішак · c7 чорний пішак · a7 чорний пішак · h8 чорна тура · d8 чорний король · a8 чорна тура | g1 білий король · f1 біла тура · d1 білий ферзь · c1 білий слон · b1 білий кінь · a1 біла тура · h2 білий пішак · g2 білий пішак · d2 білий пішак · b2 білий пішак · a2 білий пішак · g3 білий кінь · f3 чорний пішак · h4 чорний ферзь · g4 чорний слон · d4 білий пішак · d5 чорний кінь · b5 білий слон · d6 чорний слон · h7 чорний пішак · g7 чорний пішак · f7 чорний пішак · c7 чорний пішак · a7 чорний пішак · h8 чорна тура · d8 чорний король · a8 чорна тура | g1 білий король · f1 біла тура · d1 білий ферзь · c1 білий слон · b1 білий кінь · a1 біла тура · h2 білий пішак · g2 білий пішак · d2 білий пішак · b2 білий пішак · a2 білий пішак · g3 білий кінь · f3 чорний пішак · h4 чорний ферзь · g4 чорний слон · d4 білий пішак · d5 чорний кінь · b5 білий слон · d6 чорний слон · h7 чорний пішак · g7 чорний пішак · f7 чорний пішак · c7 чорний пішак · a7 чорний пішак · h8 чорна тура · d8 чорний король · a8 чорна тура | g1 білий король · f1 біла тура · d1 білий ферзь · c1 білий слон · b1 білий кінь · a1 біла тура · h2 білий пішак · g2 білий пішак · d2 білий пішак · b2 білий пішак · a2 білий пішак · g3 білий кінь · f3 чорний пішак · h4 чорний ферзь · g4 чорний слон · d4 білий пішак · d5 чорний кінь · b5 білий слон · d6 чорний слон · h7 чорний пішак · g7 чорний пішак · f7 чорний пішак · c7 чорний пішак · a7 чорний пішак · h8 чорна тура · d8 чорний король · a8 чорна тура | g1 білий король · f1 біла тура · d1 білий ферзь · c1 білий слон · b1 білий кінь · a1 біла тура · h2 білий пішак · g2 білий пішак · d2 білий пішак · b2 білий пішак · a2 білий пішак · g3 білий кінь · f3 чорний пішак · h4 чорний ферзь · g4 чорний слон · d4 білий пішак · d5 чорний кінь · b5 білий слон · d6 чорний слон · h7 чорний пішак · g7 чорний пішак · f7 чорний пішак · c7 чорний пішак · a7 чорний пішак · h8 чорна тура · d8 чорний король · a8 чорна тура | 5 |
| 6 | g1 білий король · f1 біла тура · d1 білий ферзь · c1 білий слон · b1 білий кінь · a1 біла тура · h2 білий пішак · g2 білий пішак · d2 білий пішак · b2 білий пішак · a2 білий пішак · g3 білий кінь · f3 чорний пішак · h4 чорний ферзь · g4 чорний слон · d4 білий пішак · d5 чорний кінь · b5 білий слон · d6 чорний слон · h7 чорний пішак · g7 чорний пішак · f7 чорний пішак · c7 чорний пішак · a7 чорний пішак · h8 чорна тура · d8 чорний король · a8 чорна тура | g1 білий король · f1 біла тура · d1 білий ферзь · c1 білий слон · b1 білий кінь · a1 біла тура · h2 білий пішак · g2 білий пішак · d2 білий пішак · b2 білий пішак · a2 білий пішак · g3 білий кінь · f3 чорний пішак · h4 чорний ферзь · g4 чорний слон · d4 білий пішак · d5 чорний кінь · b5 білий слон · d6 чорний слон · h7 чорний пішак · g7 чорний пішак · f7 чорний пішак · c7 чорний пішак · a7 чорний пішак · h8 чорна тура · d8 чорний король · a8 чорна тура | g1 білий король · f1 біла тура · d1 білий ферзь · c1 білий слон · b1 білий кінь · a1 біла тура · h2 білий пішак · g2 білий пішак · d2 білий пішак · b2 білий пішак · a2 білий пішак · g3 білий кінь · f3 чорний пішак · h4 чорний ферзь · g4 чорний слон · d4 білий пішак · d5 чорний кінь · b5 білий слон · d6 чорний слон · h7 чорний пішак · g7 чорний пішак · f7 чорний пішак · c7 чорний пішак · a7 чорний пішак · h8 чорна тура · d8 чорний король · a8 чорна тура | g1 білий король · f1 біла тура · d1 білий ферзь · c1 білий слон · b1 білий кінь · a1 біла тура · h2 білий пішак · g2 білий пішак · d2 білий пішак · b2 білий пішак · a2 білий пішак · g3 білий кінь · f3 чорний пішак · h4 чорний ферзь · g4 чорний слон · d4 білий пішак · d5 чорний кінь · b5 білий слон · d6 чорний слон · h7 чорний пішак · g7 чорний пішак · f7 чорний пішак · c7 чорний пішак · a7 чорний пішак · h8 чорна тура · d8 чорний король · a8 чорна тура | g1 білий король · f1 біла тура · d1 білий ферзь · c1 білий слон · b1 білий кінь · a1 біла тура · h2 білий пішак · g2 білий пішак · d2 білий пішак · b2 білий пішак · a2 білий пішак · g3 білий кінь · f3 чорний пішак · h4 чорний ферзь · g4 чорний слон · d4 білий пішак · d5 чорний кінь · b5 білий слон · d6 чорний слон · h7 чорний пішак · g7 чорний пішак · f7 чорний пішак · c7 чорний пішак · a7 чорний пішак · h8 чорна тура · d8 чорний король · a8 чорна тура | g1 білий король · f1 біла тура · d1 білий ферзь · c1 білий слон · b1 білий кінь · a1 біла тура · h2 білий пішак · g2 білий пішак · d2 білий пішак · b2 білий пішак · a2 білий пішак · g3 білий кінь · f3 чорний пішак · h4 чорний ферзь · g4 чорний слон · d4 білий пішак · d5 чорний кінь · b5 білий слон · d6 чорний слон · h7 чорний пішак · g7 чорний пішак · f7 чорний пішак · c7 чорний пішак · a7 чорний пішак · h8 чорна тура · d8 чорний король · a8 чорна тура | g1 білий король · f1 біла тура · d1 білий ферзь · c1 білий слон · b1 білий кінь · a1 біла тура · h2 білий пішак · g2 білий пішак · d2 білий пішак · b2 білий пішак · a2 білий пішак · g3 білий кінь · f3 чорний пішак · h4 чорний ферзь · g4 чорний слон · d4 білий пішак · d5 чорний кінь · b5 білий слон · d6 чорний слон · h7 чорний пішак · g7 чорний пішак · f7 чорний пішак · c7 чорний пішак · a7 чорний пішак · h8 чорна тура · d8 чорний король · a8 чорна тура | g1 білий король · f1 біла тура · d1 білий ферзь · c1 білий слон · b1 білий кінь · a1 біла тура · h2 білий пішак · g2 білий пішак · d2 білий пішак · b2 білий пішак · a2 білий пішак · g3 білий кінь · f3 чорний пішак · h4 чорний ферзь · g4 чорний слон · d4 білий пішак · d5 чорний кінь · b5 білий слон · d6 чорний слон · h7 чорний пішак · g7 чорний пішак · f7 чорний пішак · c7 чорний пішак · a7 чорний пішак · h8 чорна тура · d8 чорний король · a8 чорна тура | 6 |
| 7 | g1 білий король · f1 біла тура · d1 білий ферзь · c1 білий слон · b1 білий кінь · a1 біла тура · h2 білий пішак · g2 білий пішак · d2 білий пішак · b2 білий пішак · a2 білий пішак · g3 білий кінь · f3 чорний пішак · h4 чорний ферзь · g4 чорний слон · d4 білий пішак · d5 чорний кінь · b5 білий слон · d6 чорний слон · h7 чорний пішак · g7 чорний пішак · f7 чорний пішак · c7 чорний пішак · a7 чорний пішак · h8 чорна тура · d8 чорний король · a8 чорна тура | g1 білий король · f1 біла тура · d1 білий ферзь · c1 білий слон · b1 білий кінь · a1 біла тура · h2 білий пішак · g2 білий пішак · d2 білий пішак · b2 білий пішак · a2 білий пішак · g3 білий кінь · f3 чорний пішак · h4 чорний ферзь · g4 чорний слон · d4 білий пішак · d5 чорний кінь · b5 білий слон · d6 чорний слон · h7 чорний пішак · g7 чорний пішак · f7 чорний пішак · c7 чорний пішак · a7 чорний пішак · h8 чорна тура · d8 чорний король · a8 чорна тура | g1 білий король · f1 біла тура · d1 білий ферзь · c1 білий слон · b1 білий кінь · a1 біла тура · h2 білий пішак · g2 білий пішак · d2 білий пішак · b2 білий пішак · a2 білий пішак · g3 білий кінь · f3 чорний пішак · h4 чорний ферзь · g4 чорний слон · d4 білий пішак · d5 чорний кінь · b5 білий слон · d6 чорний слон · h7 чорний пішак · g7 чорний пішак · f7 чорний пішак · c7 чорний пішак · a7 чорний пішак · h8 чорна тура · d8 чорний король · a8 чорна тура | g1 білий король · f1 біла тура · d1 білий ферзь · c1 білий слон · b1 білий кінь · a1 біла тура · h2 білий пішак · g2 білий пішак · d2 білий пішак · b2 білий пішак · a2 білий пішак · g3 білий кінь · f3 чорний пішак · h4 чорний ферзь · g4 чорний слон · d4 білий пішак · d5 чорний кінь · b5 білий слон · d6 чорний слон · h7 чорний пішак · g7 чорний пішак · f7 чорний пішак · c7 чорний пішак · a7 чорний пішак · h8 чорна тура · d8 чорний король · a8 чорна тура | g1 білий король · f1 біла тура · d1 білий ферзь · c1 білий слон · b1 білий кінь · a1 біла тура · h2 білий пішак · g2 білий пішак · d2 білий пішак · b2 білий пішак · a2 білий пішак · g3 білий кінь · f3 чорний пішак · h4 чорний ферзь · g4 чорний слон · d4 білий пішак · d5 чорний кінь · b5 білий слон · d6 чорний слон · h7 чорний пішак · g7 чорний пішак · f7 чорний пішак · c7 чорний пішак · a7 чорний пішак · h8 чорна тура · d8 чорний король · a8 чорна тура | g1 білий король · f1 біла тура · d1 білий ферзь · c1 білий слон · b1 білий кінь · a1 біла тура · h2 білий пішак · g2 білий пішак · d2 білий пішак · b2 білий пішак · a2 білий пішак · g3 білий кінь · f3 чорний пішак · h4 чорний ферзь · g4 чорний слон · d4 білий пішак · d5 чорний кінь · b5 білий слон · d6 чорний слон · h7 чорний пішак · g7 чорний пішак · f7 чорний пішак · c7 чорний пішак · a7 чорний пішак · h8 чорна тура · d8 чорний король · a8 чорна тура | g1 білий король · f1 біла тура · d1 білий ферзь · c1 білий слон · b1 білий кінь · a1 біла тура · h2 білий пішак · g2 білий пішак · d2 білий пішак · b2 білий пішак · a2 білий пішак · g3 білий кінь · f3 чорний пішак · h4 чорний ферзь · g4 чорний слон · d4 білий пішак · d5 чорний кінь · b5 білий слон · d6 чорний слон · h7 чорний пішак · g7 чорний пішак · f7 чорний пішак · c7 чорний пішак · a7 чорний пішак · h8 чорна тура · d8 чорний король · a8 чорна тура | g1 білий король · f1 біла тура · d1 білий ферзь · c1 білий слон · b1 білий кінь · a1 біла тура · h2 білий пішак · g2 білий пішак · d2 білий пішак · b2 білий пішак · a2 білий пішак · g3 білий кінь · f3 чорний пішак · h4 чорний ферзь · g4 чорний слон · d4 білий пішак · d5 чорний кінь · b5 білий слон · d6 чорний слон · h7 чорний пішак · g7 чорний пішак · f7 чорний пішак · c7 чорний пішак · a7 чорний пішак · h8 чорна тура · d8 чорний король · a8 чорна тура | 7 |
| 8 | g1 білий король · f1 біла тура · d1 білий ферзь · c1 білий слон · b1 білий кінь · a1 біла тура · h2 білий пішак · g2 білий пішак · d2 білий пішак · b2 білий пішак · a2 білий пішак · g3 білий кінь · f3 чорний пішак · h4 чорний ферзь · g4 чорний слон · d4 білий пішак · d5 чорний кінь · b5 білий слон · d6 чорний слон · h7 чорний пішак · g7 чорний пішак · f7 чорний пішак · c7 чорний пішак · a7 чорний пішак · h8 чорна тура · d8 чорний король · a8 чорна тура | g1 білий король · f1 біла тура · d1 білий ферзь · c1 білий слон · b1 білий кінь · a1 біла тура · h2 білий пішак · g2 білий пішак · d2 білий пішак · b2 білий пішак · a2 білий пішак · g3 білий кінь · f3 чорний пішак · h4 чорний ферзь · g4 чорний слон · d4 білий пішак · d5 чорний кінь · b5 білий слон · d6 чорний слон · h7 чорний пішак · g7 чорний пішак · f7 чорний пішак · c7 чорний пішак · a7 чорний пішак · h8 чорна тура · d8 чорний король · a8 чорна тура | g1 білий король · f1 біла тура · d1 білий ферзь · c1 білий слон · b1 білий кінь · a1 біла тура · h2 білий пішак · g2 білий пішак · d2 білий пішак · b2 білий пішак · a2 білий пішак · g3 білий кінь · f3 чорний пішак · h4 чорний ферзь · g4 чорний слон · d4 білий пішак · d5 чорний кінь · b5 білий слон · d6 чорний слон · h7 чорний пішак · g7 чорний пішак · f7 чорний пішак · c7 чорний пішак · a7 чорний пішак · h8 чорна тура · d8 чорний король · a8 чорна тура | g1 білий король · f1 біла тура · d1 білий ферзь · c1 білий слон · b1 білий кінь · a1 біла тура · h2 білий пішак · g2 білий пішак · d2 білий пішак · b2 білий пішак · a2 білий пішак · g3 білий кінь · f3 чорний пішак · h4 чорний ферзь · g4 чорний слон · d4 білий пішак · d5 чорний кінь · b5 білий слон · d6 чорний слон · h7 чорний пішак · g7 чорний пішак · f7 чорний пішак · c7 чорний пішак · a7 чорний пішак · h8 чорна тура · d8 чорний король · a8 чорна тура | g1 білий король · f1 біла тура · d1 білий ферзь · c1 білий слон · b1 білий кінь · a1 біла тура · h2 білий пішак · g2 білий пішак · d2 білий пішак · b2 білий пішак · a2 білий пішак · g3 білий кінь · f3 чорний пішак · h4 чорний ферзь · g4 чорний слон · d4 білий пішак · d5 чорний кінь · b5 білий слон · d6 чорний слон · h7 чорний пішак · g7 чорний пішак · f7 чорний пішак · c7 чорний пішак · a7 чорний пішак · h8 чорна тура · d8 чорний король · a8 чорна тура | g1 білий король · f1 біла тура · d1 білий ферзь · c1 білий слон · b1 білий кінь · a1 біла тура · h2 білий пішак · g2 білий пішак · d2 білий пішак · b2 білий пішак · a2 білий пішак · g3 білий кінь · f3 чорний пішак · h4 чорний ферзь · g4 чорний слон · d4 білий пішак · d5 чорний кінь · b5 білий слон · d6 чорний слон · h7 чорний пішак · g7 чорний пішак · f7 чорний пішак · c7 чорний пішак · a7 чорний пішак · h8 чорна тура · d8 чорний король · a8 чорна тура | g1 білий король · f1 біла тура · d1 білий ферзь · c1 білий слон · b1 білий кінь · a1 біла тура · h2 білий пішак · g2 білий пішак · d2 білий пішак · b2 білий пішак · a2 білий пішак · g3 білий кінь · f3 чорний пішак · h4 чорний ферзь · g4 чорний слон · d4 білий пішак · d5 чорний кінь · b5 білий слон · d6 чорний слон · h7 чорний пішак · g7 чорний пішак · f7 чорний пішак · c7 чорний пішак · a7 чорний пішак · h8 чорна тура · d8 чорний король · a8 чорна тура | g1 білий король · f1 біла тура · d1 білий ферзь · c1 білий слон · b1 білий кінь · a1 біла тура · h2 білий пішак · g2 білий пішак · d2 білий пішак · b2 білий пішак · a2 білий пішак · g3 білий кінь · f3 чорний пішак · h4 чорний ферзь · g4 чорний слон · d4 білий пішак · d5 чорний кінь · b5 білий слон · d6 чорний слон · h7 чорний пішак · g7 чорний пішак · f7 чорний пішак · c7 чорний пішак · a7 чорний пішак · h8 чорна тура · d8 чорний король · a8 чорна тура | 8 |
|   | h | g | f | e | d | c | b | a |   |

Яків Естрин-Ганс Берлінер, 5-й Чемпіонат світу з шахів за листуванням, фінал (1965); Захист двох коней, варіант Ульвестада (ECO C57)
1. e4 e5 2. Кf3 Кc6 3. Сc4 Кf6 4. Кg5 d5 5. exd5 b5 6. Сf1 Кd4 7. c3 Кxd5 8. Кe4 Фh4 9. Кg3 Сg4 9...Кe6 10.Сxb5+ Сd7 11.Сxd7+ Крxd7 12.Фf3 Кef4 13.d4!+/−; 9...Сb7 10.cxd4 0-0-0 11.d3 Кf4 12.Сxf4 exf4 13.Фh5 Сb4+ 14.Крd1 Фe7 (Йовчич–Караклаїч, Югославія 1960) 15.Кe2!+/− (Глігорич) 10. f3 e4 10...Кf5 11.Сxb5+ Тd8 12.0-0 Сc5+ 13.d4 exd4 14.Кe4!+/− (Копилов) 11. cxd4 Сd6 12. Сxb5+ Крd8 13. 0-0 exf3 (див. діаграму) 14. Тxf3 14.Фb3! fxg2 (14...Кb4!! 15.Тxf3 c6!! 16.Сe2! Сxf3 17.gxf3 Сxg3 18.hxg3 Фxg3+ =/+, Берлінер) 15.Тf2 Сe6 16.Фf3 Тb8 17.Сc4 Фxd4 18.d3!+/− (Естрин) 14... Тb8 15. Сe2 15.a4!+/− Йовчич–Кошніцки, лист. 1969 (Глігорич) 15... Сxf3 16. Сxf3 Фxd4+ 17. Крh1 Сxg3 18. hxg3 Тb6 19. d3 Кe3 20. Сxe3 Фxe3 21. Сg4 h5 22. Сh3 g5 23. Кd2 g4 24. Кc4 Фxg3 25. Кxb6 gxh3 26. Фf3 hxg2+ 27. Фxg2 Фxg2+ 28. Крxg2 cxb6 29. Тf1 Крe7 30. Тe1+ Крd6 31. Тf1 Тc8 32. Тxf7 Тc7 33. Тf2 Крe5 34. a4 Крd4 35. a5 Крxd3 36. Тf3+ Крc2 37. b4 b5 38. a6 Тc4 39. Тf7 Тxb4 40. Тb7 Тg4+ 41. Крf3 b4 42. Тxa7 b3 0–1

## Публікації
- Berliner, Hans (1999), The System: A World Champion's Approach to Chess, Gambit Publications[en], ISBN 1-901983-10-2
- Berliner, Hans and Messere, Ken (1971), The Fifth Correspondence World Championship, British Chess Magazine Quarterly No. 14 (no ISBN)
- Berliner, Hans (1979), The B* Tree Search Algorithm. A Best-First Proof Procedure. (PDF), Artificial Intelligence[en], 12 (1): 23—40, doi:10.1016/0004-3702(79)90003-1, архів оригіналу за 27 вересня 2017, процитовано 29 квітня 2018
- Berliner, Hans (1999), The System: A World Champion's Approach to Chess, Gambit Publications[en], ISBN 1-901983-10-2